# 郡山東部広域農道
郡山東部広域農道（こおりやまとうぶこういきのうどう）は、福島県郡山市、及び田村郡三春町を通る広域農道である。

## 概要
- 起点：郡山市西田町土棚字式部内（福島県道28号本宮三春線交点）
- 終点：郡山市田村町谷田川字石塚（国道49号谷田川交差点）
- 延長：18㎞[1]

郡山市西田町土棚字式部内の福島県道28号本宮三春線交点から同市荒井町字大下の福島県道54号須賀川三春線交差点まで、および同市中田町高倉字槻ノ口の福島県道65号小野郡山線交点から同市田村町谷田川字石塚の国道49号谷田川交差点までを結ぶ広域農道である。郡山市東端を縦断し、一部田村郡三春町内を通過するほか、当路線上が市町境になっている個所も存在する。起点から三春町境までが郡山市道1-50号根木屋鬼生田線に、三春町内が三春町道610号山田鷹巣線に、三春町境から福島県道54号須賀川三春線までが郡山市道1-57号荒井白岩線に、福島県道54号須賀川三春線から国道49号までの間が郡山市道1-65号谷田川高倉線に指定されている。幹線道路が少ない郡山市の中田町や西田町の南北方向の交通を担う重要な道路となっているほか、国道288号郡山東バイパスや富久山バイパス開通以前は磐越自動車道郡山東インターチェンジへのアクセスに利用されており、現在でも郡山市の西田町、田村町や本宮市と磐越自動車道との連絡に用いられる。また福島県道297号斎藤下行合線を介し、大型車の通行ができない福島県道54号須賀川三春線の狭隘区間を迂回するルートとしても用いられる。
郡山市中田町高倉の福島県道54号須賀川三春線交点にて直進方向に接続する郡山市道高倉大善寺線、一部県道54号を介したのち接続する郡山市道笹川大善寺線、及び郡山南インター線を利用することで郡山南インターチェンジまでがほぼ一本道で結ばれている。

## 交差・接続する主な道路
- 福島県道28号本宮三春線（郡山市西田町土棚字式部内）
- 磐越自動車道（郡山市西田町木村字北向） - 郡山東バイパスを通して郡山東ICが利用可能
- 国道288号郡山東バイパス（郡山市西田町木村字深田入）
- 国道288号（田村郡三春町山田字滝田） - 三春西大橋で立体交差するのみで接続はしていない。
- 福島県道57号郡山大越線（郡山市白岩町字草倉内）
- 福島県道297号斎藤下行合線（郡山市荒井町字切通）
- 福島県道54号須賀川三春線 三春方面（郡山市中田町高倉字カギ田）
- 福島県道54号須賀川三春線 須賀川方面（福島県道65号小野郡山線 郡山駅方面重用区間）（郡山市中田町高倉字下ノ沢）
  - 郡山市道高倉大善寺線 東山霊園・大安場史跡公園方面が直進方向に接続する十字路である。
- 福島県道65号小野郡山線 小野方面（郡山市中田町高倉字三渡）
- 国道49号・福島県道181号谷田川停車場線（郡山市田村町谷田川字石塚　谷田川交差点）

## 道路施設
三春西大橋
- 全長：150.0m
- 形式：4径間鋼連続鈑桁橋
- 竣工：1981年[2]

三春町山田字滝田、上舞木字向田から鷹巣字宇賀石に跨り、一級水系阿武隈川水系桜川とそれに並行する国道288号本線とJR磐越東線を渡る。橋上は上下対向2車線で西側に歩道が設置されている。谷を一跨ぎにしており、橋梁の前後はどちらの方向も急な上り坂となっている。

## 沿線に存在する主な施設
- 郡山市西田行政センター
- 梅の里 - 約一万二千本の梅
- 高屋敷稲荷神社
- BRITOMART（三春ハーブ花ガーデン）
- 郡山市荒井浄水場
- 花木団地
- 仁井田本家
- 郡山市東部森林公園